# أنكارانو
أنكارانو (بالإيطالية: Ancarano)‏ هي بلدية في مقاطعة تيرامو في إقليم أبروتسو الإيطالي.

## السكان
في سنة 1861 بلغ عدد السكان 1٬457 نسمة، وتطور العدد ليصل في سنة 2011 لـ 1٬877 نسمة.
يظهر هذا المخطط البياني تطور النمو السكاني لـ أنكارانو